# Jannaghatta, Kolar
Jannaghatta là một làng thuộc tehsil Kolar, huyện Kolar, bang Karnataka, Ấn Độ.